# Frederik Ruysch
Frederik Ruysch (ur. 28 marca 1638 w Hadze, zm. 22 lutego 1731 w Amsterdamie) był holenderskim botanikiem, anatomem oraz pionierem w technikach konserwacji narządów i tkanek.
Oprócz wkładu naukowego dokonywał aranżacji artystycznych swojego materiału. Miał własne muzeum ciekawostek, a wśród okazów było kilka dioram złożonych z części ciała i grających melodramatycznych szkieletów płodów. Kilka z nich zostało uchwyconych z drobiazgowymi szczegółami „zaczerpniętych z życia” przez grawera Corneliusa Huybertsa. Ryciny te zostały wstawione jako rozkładanki w różnych wydaniach dzieł Ruyscha z początku XVIII wieku. Jego preparaty anatomiczne obejmowały ponad 2000 próbek anatomicznych, patologicznych, zoologicznych i botanicznych, które zostały zachowane przez suszenie lub balsamowanie. Ruysch jest również znany ze swoich dowodów na zastawki w układzie limfatycznym, narząd womonowo-nosowy u węży i arteria centralis oculi (środkowa tętnica oka). Jako pierwszy opisał chorobę zwaną dziś chorobą Hirschsprunga, a także szereg stanów patologicznych, w tym potworniaka śródczaszkowego, enchondromatozy i zespołu Majewskiego.